# Smodicinus
Smodicinus es un género de arañas cangrejo de la familia Thomisidae. Contiene una sola especie, Smodicinus coroniger. La especie fue descrita por Simon en 1895.

## Distribución
Se distribuye por África: Sierra Leona, Costa de Marfil, República Democrática del Congo y Sudáfrica.